# Новицкий, Юрий Петрович
Ю́рий Петро́вич Нови́цкий (10 (22) ноября 1882, Умань, Киевская губерния — 13 августа 1922, Петроград) — русский юрист, историк права, профессор Санкт-Петербургского университета, православный общественный деятель, сподвижник митрополита Вениамина (Казанского).
Арестован и расстрелян по приговору Петроградского ревтрибунала. Причислен Русской православной церковью к лику святых как новомученик в 1992 году для общецерковного почитания.

## Семья
Выходец из старинного дворянского рода, происходившего, видимо, из Польши. Один из его предков был полковником в Запорожском войске. Отец окончил Санкт-Петербургский университет, служил мировым судьёй. Юрий Петрович в юношеские годы воспитывался в семье родственника (дяди) — философа, профессора Киевского университета и Киевской духовной академии Ореста Марковича Новицкого.

## Образование
Окончил 1-ю гимназию в Киеве, затем юридический факультет Киевского императорского университета св. Владимира с дипломом 1-й степени и был оставлен стипендиатом для «приготовления к профессорскому званию» на кафедре уголовного права и уголовного судопроизводства. Этапом этой подготовки явилась командировка в Германию, в Гёттинген, где молодой юрист, последователь школы Б. А. Кистяковского, писал диссертацию по проблемам преступлений против личности.

## Юрист-практик
Научную деятельность сочетал с работой судебного следователя одного из участков Киевской судебной палаты. Участвовал в расследовании убийства П. А. Столыпина, подготовив доклад с критикой действий генерала Курлова в вопросе обеспечения безопасности главы правительства.
В 1911 году он создаёт «приют для детей ссыльно-каторжных, которые оставались сиротами», а в 1912 году «создал в Киеве суд по делам малолетних». С 1910 по 1914 год «работал в тюрьме в качестве члена „Патронажа“ над заключёнными, учредителем которого являлся». В июле 1916 года стал чиновником по особым поручениям при Главном управлении по делам печати Министерства внутренних дел. В 1917 году принимал участие в ликвидации этого органа.

## Учёный и преподаватель

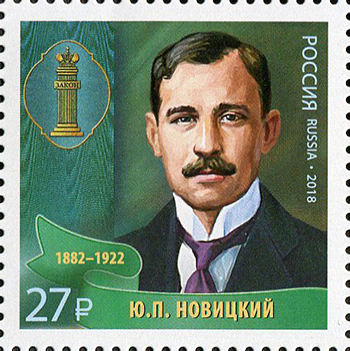
Почтовая марка 2018 год

Преподавал в гимназии в Киеве, участвовал в организации Педагогического музея Киевского учебного округа.
С 1913 года — приват-доцент Киевского университета. С 1914 года — приват-доцент Петербургского университета. Затем получил звание профессора. Читал лекции в Политехническом институте, духовной академии.
В университете читал курсы по истории западноевропейского и русского права, истории русского государственного и общественного строя в связи с историей хозяйства, истории прокурорского надзора в России, а также «Киевский период истории государственного и общественного строя», «Важнейшие моменты в истории законодательства о печати в России», «Законодательство и суд по делам печати в России со II половины XIX столетия», вёл практические занятия по истории русского права. Пользовался популярностью как у студентов-юристов, так и у изучавших историю.
Автор работ по истории судебных доказательств по Литовскому статуту 1529, 1566 и 1588 годов и особенностям Литовского права, «О праве мести по „Русской правде“». К 1922 году закончил большую монографию «История русского уголовного права». Она не была опубликована до его ареста, а позднее текст её затерялся.
Дружил с известными учёными — историком М. Д. Присёлковым, историком и философом Л. П. Карсавиным, социологом П. А. Сорокиным. Собирал деньги в помощь семьям арестованных профессоров и преподавателей, помогал профессору А. Е. Ферсману добиваться их освобождения.
Организатор и учёный секретарь Петроградского Педагогического института социального воспитания дефективного ребёнка, заведовал созданными при этом институте Курсами по защите и охране детства. Одновременно был профессором Педагогического института дошкольного образования.
В 1919 году активно участвовал в организации в Костроме Рабоче-Крестьянского университета в память Октябрьской революции и несколько лет регулярно читал там лекции по советскому законодательству. Создал в Костроме кабинет и библиотеку по этой теме.

## Церковно-общественный деятель
Под влиянием идей Фёдора Достоевского был активным противником смертной казни, сторонником идей христианского социализма. Был религиозен с детства, мальчиком прислуживал в церкви, читал и пел на клиросе. С молодых лет увлёкся русской идеей, под влиянием книги Владимира Соловьёва. В 1913—1914 годах в Киеве посещал заседания религиозно-философского общества. В Петрограде был членом совета духовной академии.
Был избран председателем правления Общества объединённых петроградских православных приходов, созданного при активной поддержке митрополита Вениамина (Казанского). Считал недопустимым политизацию общества и неуклонно проводил свои взгляды. Был среди членов правления общества, которые выступали за компромисс с властями по вопросу о помощи голодающим, за добровольные пожертвования на это дело.

## Суд и расстрел
В 1922 году арестован и с 10 июня 1922 года был одним из основных подсудимых на Петроградском процессе «по делу о сопротивлении изъятию церковных ценностей». Вёл себя во время процесса очень спокойно, ответы его были ясными и чёткими. Не признал свою вину, но подробно охарактеризовал деятельность руководимого им правления Общества, подчёркивая, что она заключалась в решении церковных вопросов и проблем приходского быта. Пытался принять на себя часть вины, вменяемой священнику Н. К. Чукову (будущему митрополиту Григорию), рассчитывая сохранить его жизнь ради нескольких маленьких детей Чукова. В своём заключительном слове вновь заявил о своей невиновности и сказал: «Но если кому-то нужна в этом деле жертва, я готов без ропота встретить смерть, прошу лишь о том, чтобы этим ограничились и пощадили остальных привлечённых…».
О Новицком говорил на суде и защитник Равич: «Он всю жизнь боролся против смертной казни, за облегчение участи семей осуждённых, а теперь ему самому грозит смертная казнь». 
Был приговорён к смертной казни. По воспоминаниям очевидца, перед расстрелом плакал. Расстрелян 13 августа 1922 года вместе с митрополитом Вениамином (Казанским), архимандритом Сергием (Шеиным) и адвокатом И. М. Ковшаровым.

## Память
- Причислен к лику святых как новомученик в 1992 году на Архиерейском соборе Русской православной церкви.
- Имя Ю. П. Новицкого с 2013 года носит юридический факультет Костромского государственного университета. На здании одного из учебных корпусов КГУ размещена памятная доска с портретом учёного.
- Не позже 2009 г. в подвалах в церкви Святой княгини Ольги в Михайловке (г. Петергоф) освящен нижний храм во имя новомученика Юрия Новицкого